# Gurani, Bihor
Gurani este un sat în comuna Pietroasa din județul Bihor, Crișana, România.

## Lăcașuri de cult
Biserica de lemn „Sfântul Mare Mucenic Gheorghe”

## Galerie de imagini

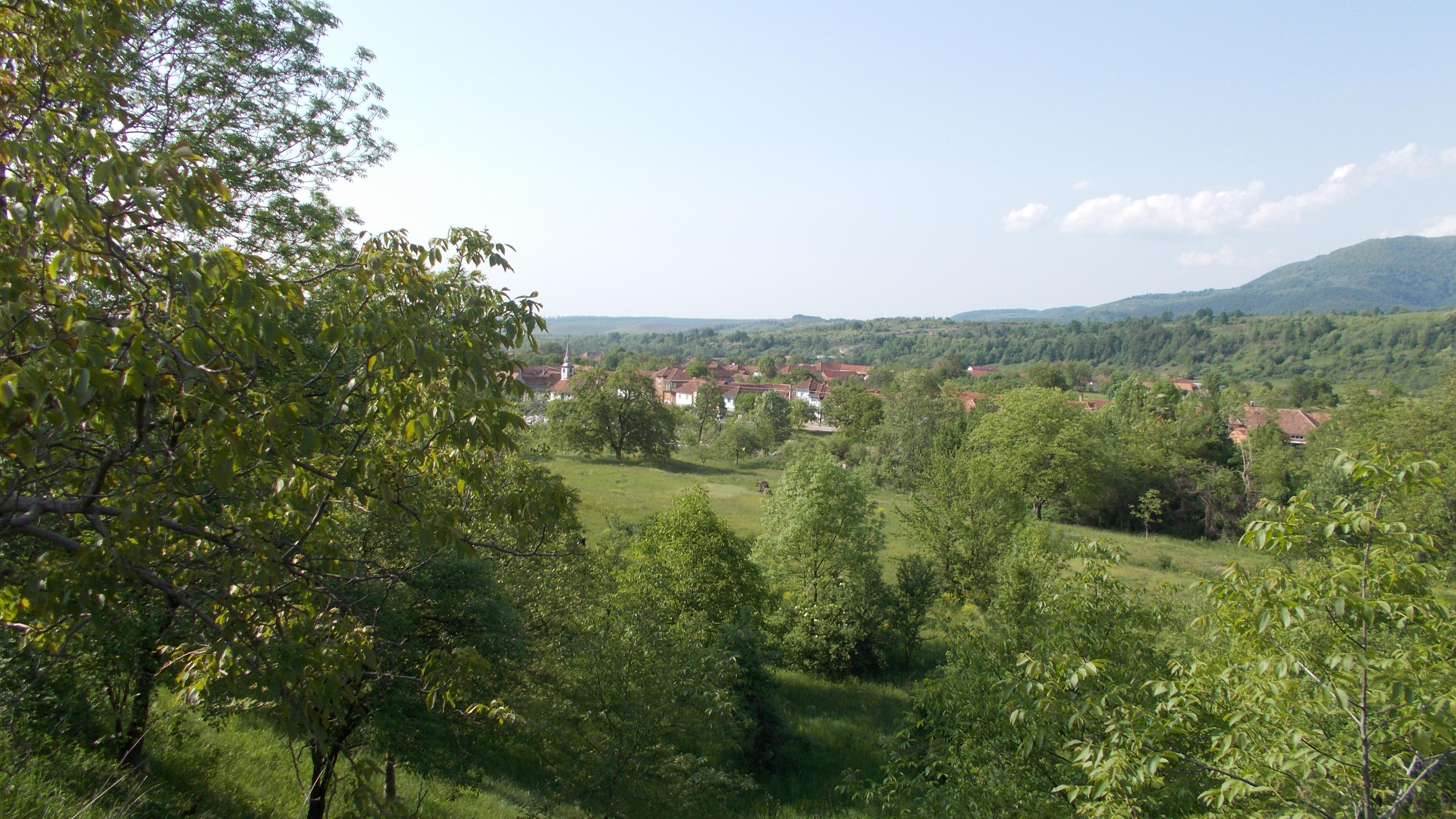
Satul Gurani
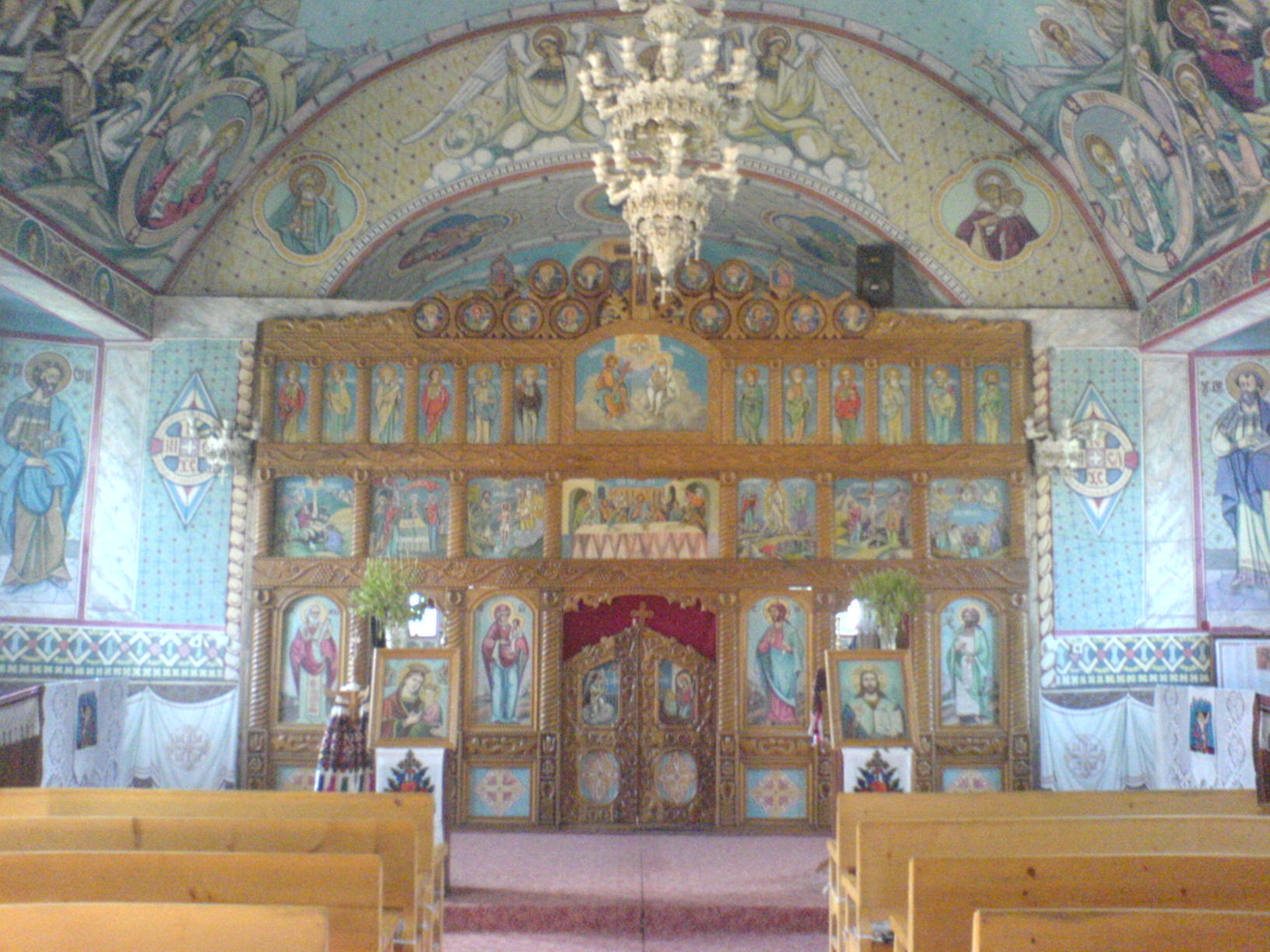
Biserica „Înălțarea Sfintei Cruci” (interior)
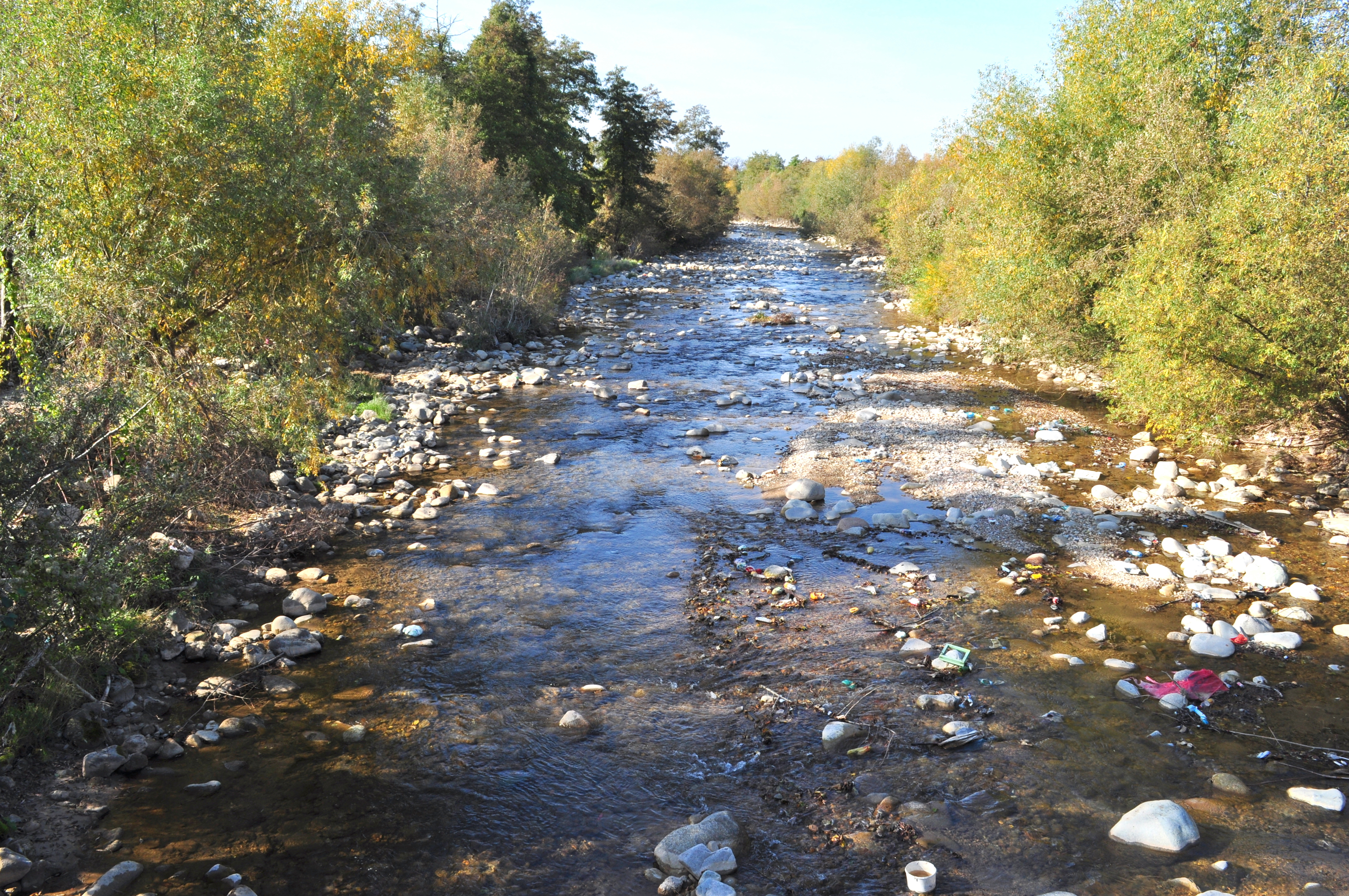
Crișul Pietros la Gurani
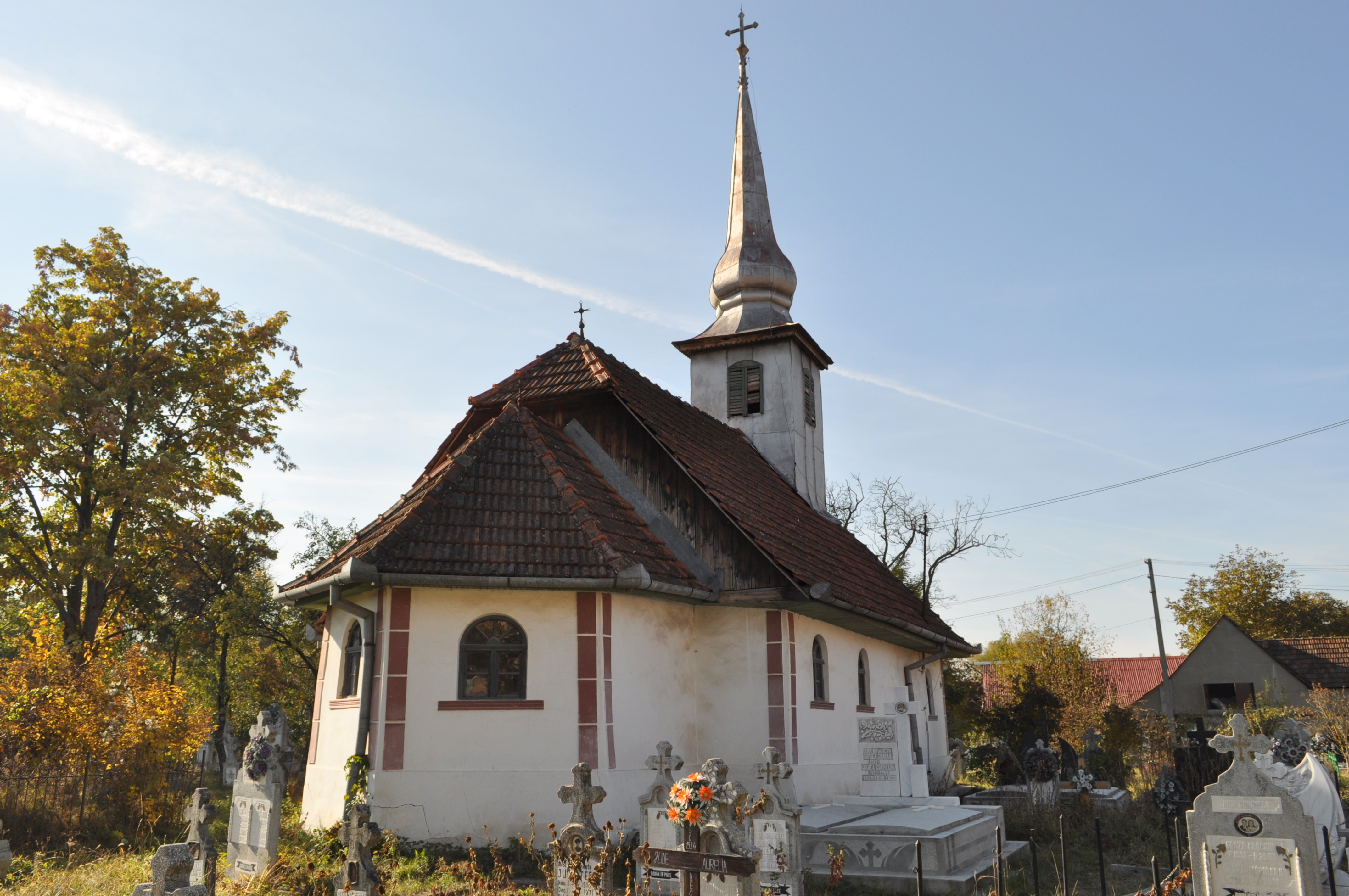
Biserica de lemn „Sfântul Mare Mucenic Gheorghe”

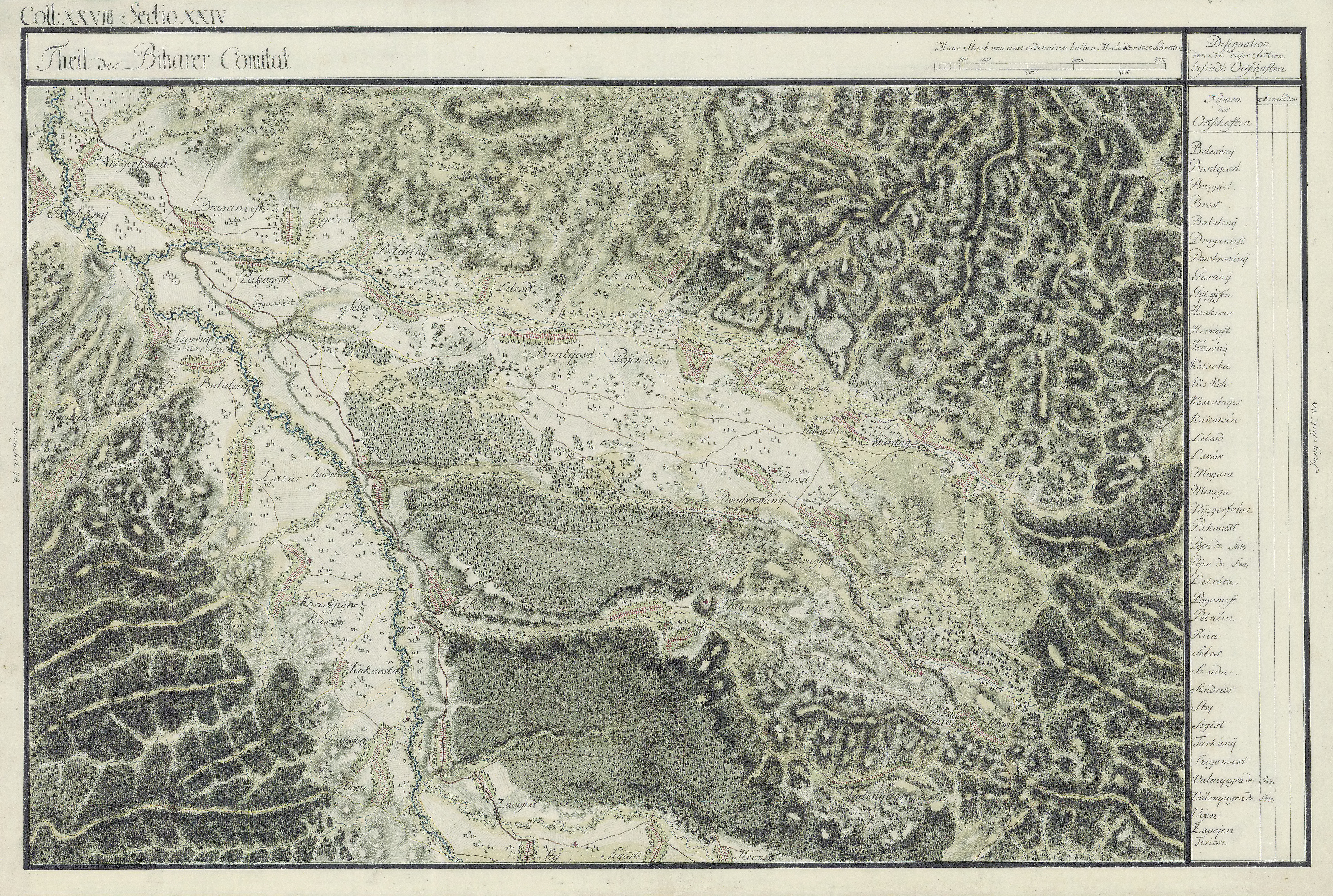
Gurani în Harta Iosefină a Comitatului Bihor, 1782-85

 Acest articol despre o localitate din județul Bihor este deocamdată un ciot. Puteți ajuta Wikipedia prin completarea lui.